# فيكتور (لاعب كرة قدم)
فيكتور هو لاعب كرة قدم برازيلي في مركز الهجوم، ولد في 3 أبريل 1989 في بيلو هوريزونتي في البرازيل. لعب مع أمكار بيرم ونادي بالميراس ونادي بيسكارا ونادي فروسينوني ونادي ليتشي ونادي مونزا.

## وصلات خارجية
- فيكتور (لاعب كرة قدم) على موقع قاعدة بيانات كرة القدم.إي يو (الإنجليزية)
- فيكتور (لاعب كرة قدم) على موقع Soccerway.com (الإنجليزية)